# Lee Jung-jin
Lee Jung-jin (hangul: 이정진, RR: I Jeong-jin), es un actor surcoreano.

## Biografía
Se graduó de la Universidad Konkuk con un título en horticultura antes de estudiar cine y teatro en la Universidad de Hanyang.
El 28 de febrero de 2005 inició su servicio militar obligatorio como miembro del personal público en la oficina del distrito de Gwangjin.
En enero de 2018 se confirmó que desde hace 7 meses estaba saliendo con la cantante Lee Hye-min (Euaerin) antigua miembro del grupo "Nine Muses", sin embargo en abril de 2019 se anunció que la relación había terminado.

## Carrera
Es miembro de la agencia Enter Station (엔터스테이션). Previamente formó parte de la agencia JYP Entertainment de diciembre de 2012 hasta diciembre de 2015.
En abril de 2004 se unió al elenco principal de la serie April Kiss donde interpretó a Han Jung-woo, un hombre con una personalidad distante y descuidada pero romántica que parece vivir al margen del tumulto del mundo.
En noviembre del mismo año se unió al elenco principal de la serie Love Story in Harvard donde dio vida a Hong Jung-min, un estudiante de primer año de la facultad de derecho en Harvard, hasta el final de la serie en enero de 2005.
El 14 de julio de 2007 se unió al elenco principal de la serie Two Outs in the Ninth Inning donde interpretó a Byun Hyung-tae, hasta el final de la serie 9 de septiembre del mismo año.
El 17 de noviembre de 2008 se unió al elenco principal de la serie I Love You, Don't Cry (también conocida como "Don't Cry My Love") donde dio vida al arquitecto Han Young-min, hasta el final de la serie el 22 de mayo de 2009.
En septiembre de 2010 se unió al elenco principal de la serie The Fugitive: Plan B donde interpretó al detective Do-soo, un hombre proveniente de un entorno pobre que para obtener un rendimiento superior trabaja obsesivamente.
El 5 de enero de 2013 se unió al elenco principal de la serie A Hundred Year Legacy (también conocida como "Third Generation Noodle House") donde dio vida a Lee Se-yoon, el hijo de una familia adinerada, que es famoso por su trato despectivo hacia todos los que lo rodean, hasta el final de la serie el 23 de junio del mismo año.
El 14 de julio de 2014 se unió al elenco principal de la serie Temptation donde interpretó a Kang Min-woo, un rico playboy y un amigo de la familia de Yoo Se-young (Choi Ji-woo), hasta el final de la serie el 16 de septiembre del mismo año.
En 2016 apareció como invitado en la serie Ms. Temper and Nam Jung Gi (también conocida como "My Horrible Boss") donde dio vida a Jang Shi-hwan, el segundo exesposo de Ok Da-jeong (Lee Yo-won).
En septiembre del mismo año se unió al elenco recurrente de la serie The K2 donde interpretó a Choi Sung-won, el medio hermano menor de Choi Yoo-jin (Song Yoon-ah) y el actual CEO de JB Group.
El 20 de marzo del 2017 se unió al elenco principal de la serie The Liar and His Lover donde dio vida a Choi Jin-hyuk, el productor y director de la compañía "Sole Music".
El 17 de abril de 2020 se unió al elenco principal de la serie The King: Eternal Monarch donde interpretó a Lee Rim, el peligroso e ilegítimo hermano del Rey Lee Ho (Kwon Yul) y el tío del Emperador Lee Gon (Lee Min-ho), hasta el final de la serie el 12 de junio del mismo año.

## Filmografía

### Series de televisión
| Año     | Título                             | Personaje                 | Notas         | Ref.          |
| ------- | ---------------------------------- | ------------------------- | ------------- | ------------- |
| 1998    | Soonpoong Clinic                   |                           |               |               |
| 1999    | Ad Madness                         |                           |               |               |
| 2000    | She's the One                      | Choi Seung-man            |               |               |
| 2000    | More Than Words Can Say            | Kang Min-soo              |               |               |
| 2000    | She's More Beautiful Than a Flower |                           |               |               |
| 2001    | Lovers                             | Lee Jung-jin              |               |               |
| 2002    | Bad Girls                          | Lee In-ku                 |               |               |
| 2002    | Trio                               | Lee Jae-moon              | 17 episodios  |               |
| 2003    | Escape from Unemployment           | Wang Woo-ram              | 36 episodios  |               |
| 2004    | Doctor K                           |                           |               |               |
| 2004    | April Kiss                         | Han Jung-woo              | 16 episodios  |               |
| 2004-05 | Love Story in Harvard              | Hong Jung-min (Alex Hong) | 16 episodios  |               |
| 2007    | Two Outs in the Ninth Inning       | Byun Hyung-tae            | 16 episodios  |               |
| 2008-09 | I Love You, Don't Cry              | Han Young-min             | 132 episodios |               |
| 2010    | The Fugitive: Plan B               | Det. Do-soo               | 20 episodios  | [ 20 ]        |
| 2013    | A Hundred Year Legacy              | Lee Se-yoon               | 50 episodios  |               |
| 2013    | Basketball                         | Jugador de Básquetbol     | Cameo         | [ 21 ]        |
| 2014    | Temptation                         | Kang Min-woo              | 20 episodios  | [ 22 ]        |
| 2015    | If Love Can be Repeated            | Ren Zhixiang              |               | [ 23 ]        |
| 2016    | Ms. Temper and Nam Jung Gi         | Jang Shi-hwan             |               |               |
| 2016    | The K2                             | Choi Sung-won             |               |               |
| 2017    | The Liar and His Lover             | Choi Jin-hyuk             | 16 episodios  |               |
| 2020    | The King: Eternal Monarch          | Lee Rim / Lee Seong-jae   | 16 episodios  |               |
| 2023    | Queen of the Mask                  | Song Je-hyeok             |               | [ 24 ] [ 25 ] |

### Películas
| Año  | Título                          | Personaje     | Notas                                                                                 | Ref.          |
| ---- | ------------------------------- | ------------- | ------------------------------------------------------------------------------------- | ------------- |
| 2000 | Bloody Beach                    | Sang-tae      |                                                                                       |               |
| 2002 | Bet On My Disco                 | Hae-jeok      |                                                                                       |               |
| 2004 | Once Upon a Time in High School | Woo-sik       | junto a Kwon Sang-woo, Han Ga-in, Chun Ho-jin, Lee Jong-hyuk y Ahn Nae-sang           |               |
| 2005 | Seoul Raiders                   | Jeon          | junto a Tony Leung, Richie Ren, Shu Qi y James Kim                                    |               |
| 2005 | Mapado                          | Uhm Jae-chul  |                                                                                       |               |
| 2010 | Troubleshooter                  | Jang Pil-ho   |                                                                                       |               |
| 2010 | No Doubt                        | Yoo Se-jin    |                                                                                       |               |
| 2012 | Wonderful Radio (Love On-Air)   | Lee Jae-hyeok | junto a Lee Min-jung, Lee Kwang-soo, Jeong Yu-mi, Kim Byeong-ok y Kim Hae-sook        | [ 26 ]        |
| 2012 | Pieta                           | Lee Kang-do   | junto a Jo Min-su, Kang Eun-jin, Woo Ki-hong, Cho Jae-ryong, Lee Myeong-ja y Kwon Yul | [ 27 ] [ 28 ] |
| 2016 | Trick                           | Lee Seok-jin  | junto a Kim Tae-hoon, Kang Ye-won, Sun Dong-hyuk y Jang Tae-hoon                      | [ 29 ]        |
| 2016 | Duel: The Final Round           | Choi Kang-ho  |                                                                                       |               |
| 2017 | Eun Ha                          | Seo-joon      | junto a Jo Bok-rae, Park Joo-hyung, Im Soo-hyang y Myung Gye-nam                      | [ 30 ] [ 31 ] |

### Programa de variedades
| Año              | Título                                      | Notas                              |
| ---------------- | ------------------------------------------- | ---------------------------------- |
| 2018             | Nemo Travel: Singapore Sentosa              | miembro                            |
| 2016             | My Ear's Candy (Candy in My Ears)           | (ep. #10-11) - invitado            |
| 2016             | The Return of Superman                      | (ep. #140) - invitado              |
| 2016             | Running Man                                 | (ep. #305) - invitado              |
| 2015             | Law of the Jungle in Yap Islands            | (ep. #163-170) - miembro           |
| 2014             | The Friends in Taiwan (더 프렌즈 in 타이완) | miembro                            |
| 2013             | Cool Kiz on the Block - Basketball          | (ep. #32-38) - miembro             |
| 2012             | 꿈꾸는 광고제작소                           |                                    |
| 2011, 2012       | Strong Heart                                | (ep. #109-110, 144-145) - invitado |
| 2009 - 2011      | Happy Sunday - "Qualifications of Men"      | miembro                            |
| 2004, 2005, 2011 | Happy Together                              | (ep. #114, 171, 229) - invitado    |
| 1998             | Love for Three Days                         |                                    |
| -                | 1 vs. 100                                   | invitado                           |

### Anuncios
| Año  | Título                         | Notas |
| ---- | ------------------------------ | ----- |
| 2013 | 듀오락 - 프로바이오틱스        |       |
| 2010 | 삼성증권 - POP                 |       |
| 2002 | 해태음료 - 참매실              |       |
| 2000 | SK Telecom                     |       |
| 2000 | 팬택 - 스카이                  |       |
| 1999 | Cheil Industries - "Bean Pole" |       |
| 1999 | Bacchus - "Ilchulpyeon"        |       |
| 1999 | 동아제약 - 박카스              |       |
| 1999 | LG Hair Gel - "Fourier Geo"    |       |
| -    | Sseonmondeu Tea                |       |
| -    | Doosan - "OB Lager"            |       |

## Embajador
Lee es  embajador de "Good Neighbors", la Organización Internacional Humanitaria y de Desarrollo de Corea del Sur.

## Premios y nominaciones
| Año  | Premios                                 | Categoría                                                     | Trabajo                   | Resultado |
| ---- | --------------------------------------- | ------------------------------------------------------------- | ------------------------- | --------- |
| 2000 | KBS Drama Award                         | 남자 신인상                                                   | More Than Words Can Say   | Nominado  |
| 2002 | MBC Entertainment Award                 | 시트콤 부문 신인상                                            | Lovers                    | Nominado  |
| 2003 | 40th Grand Bell Award                   | 신인남우상                                                    | Bet On My Disco           | Nominado  |
| 2008 | Seoul Social Work Conference            | 후원자 부문 서울특별시장상                                    | -                         | Ganó      |
| 2012 | 7th Asia Model Festival Award           | Model Star Award                                              | -                         | Ganó      |
| 2012 | Korea Film Actor's Association          | Achievement Award                                             | Pieta                     | Ganó      |
| 2012 | Ministry of Culture, Sports and Tourism | Okgwan Order of Cultural Merit                                | Pieta                     | Ganó      |
| 2013 | 6th Korea Drama Award                   | Top Excellence Award, Actor                                   | A Hundred Year Legacy     | Ganó      |
| 2013 | MBC Drama Award                         | Top Excellence Award, Actor in a Serial Drama                 | A Hundred Year Legacy     | Ganó      |
| 2014 | SBS Drama Award                         | Excellence Award, Actor in a Drama Special                    | Temptation                | Nominado  |
| 2020 | 28th SBS Drama Award                    | Excellence Award, Actor in a Miniseries Fantasy/Romance Drama | The King: Eternal Monarch | Nominado  |